# یوجین پالی
یوجین پالی (به انگلیسی: Eugene Polley) ‏ مهندس آمریکایی سازنده اولین کنترل از راه دور بی سیم تلویزیون بود.
یوجین جی. پالی در ۲۹ نوامبر ۱۹۱۵ در شیکاگو به دنیا آمد و روز ۲۰ مه ۲۰۱۲ در بیمارستانی در شیکاگو درگذشت.
یوجین پالی در سال ۱۹۳۵ زندگی حرفه‌ای خود را در رشته مهندسی آغاز کرد. او برای شرکت زنیت ۴۷ سال کار کرد و ۱۸ اختراع را در آمریکا به نام خود ثبت کرد.
اختراع سال ۱۹۵۵ او به نام "فلش‌متیک" پرتوی نوری را به حسگرهای چهار گوشه صفحه تلویزیون می‌فرستاد که باعث خاموش و روشن شدن و تغییر شبکه‌های تلویزیون می‌شد.
پالی در سال ۱۹۹۷ همراه با روبرت آدلر، مهندس دیگری از شرکت زنیت، جایزه امی را برای اختراعش دریافت کرد.